# Wewelsburg
Wewelsburg ([ˈveːvl̩sbʊɐ̯k]) es un castillo palaciego renacentista situado en el norte del estado federado alemán de Renania del Norte-Westfalia, en el pueblo de Wewelsburg, que a su vez forma parte de la ciudad de Büren, distrito de Paderborn, en el valle del río Alme. El castillo, conformado por tres brazos que forman un triángulo, es comúnmente conocido porque en 1934 las SS de Heinrich Himmler lo escogieron como sitio de culto. A partir de 1941 se hicieron planes para ampliar la edificación y convertirlo en el «centro del mundo».

## El castillo hasta 1934
Fue construido tal y como lo conocemos hoy entre 1603 y 1609 como residencia secundaria para el príncipe-obispo de Paderborn Dietrich von Fürstenberg. Se erige cerca del lugar donde se cree que se libró la batalla del bosque de Teutoburgo.

### Construcciones anteriores
Existieron algunas construcciones anteriores al edificio renacentista. Una de ellas fue usada entre los siglos IX y X contra las invasiones de los húngaros (quienes son conocidos en la tradición popular como los hunos) con el nombre de Wifilisburg. Otro fue construido en 1123 por el conde Friedrich von Arnsberg, y tras su muerte en 1124 fue demolido por los campesinos a los que, según parece, oprimía. En 1301, el conde von Waldeck vendió el territorio al príncipe-obispo de Paderborn. Un documento sobre la venta muestra que dos edificios fortificados aún estaban sobre la colina.

### Posesión de los príncipes-obispos de Paderborn

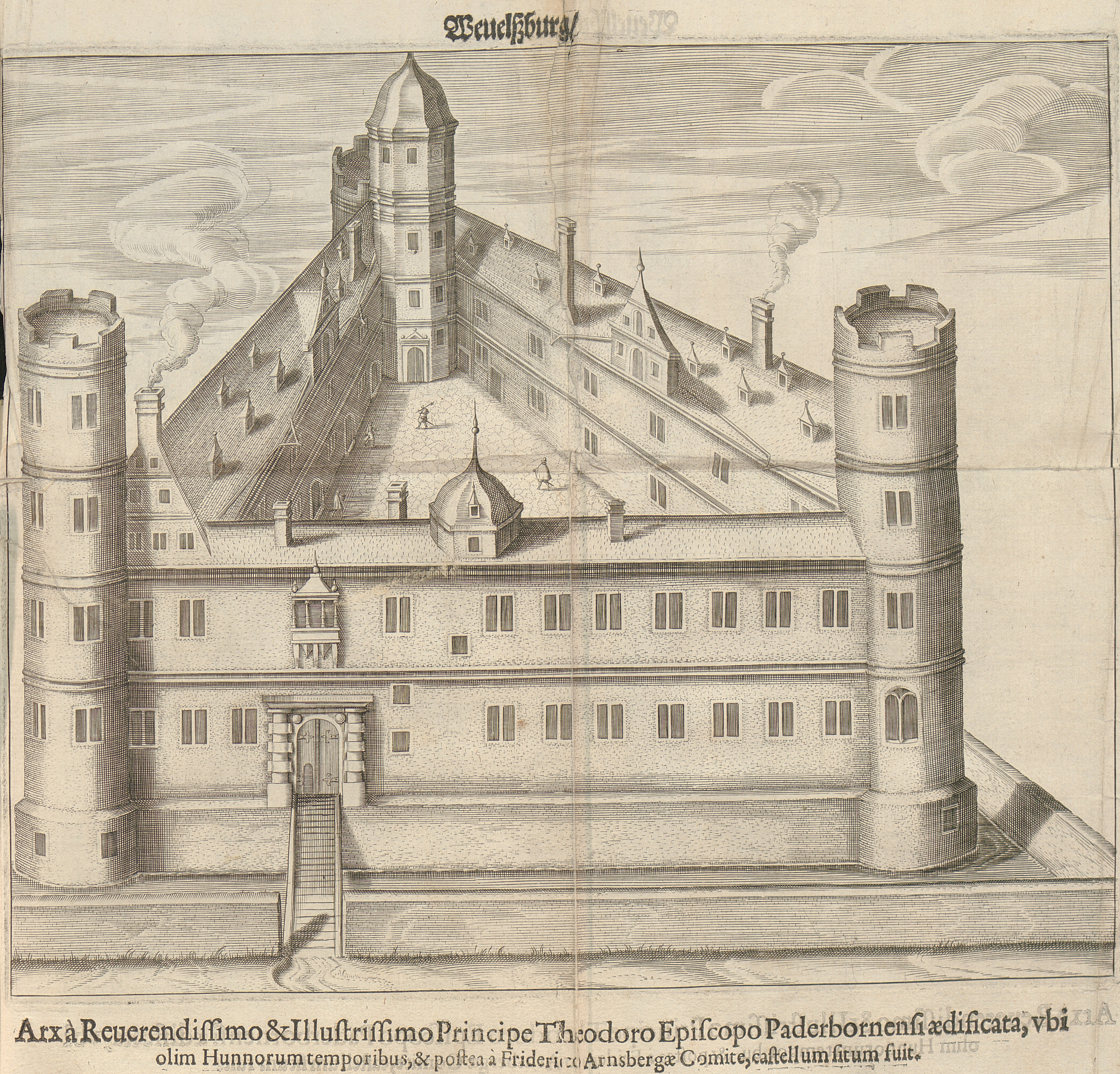
Grabado del Wewelsburg (1616)

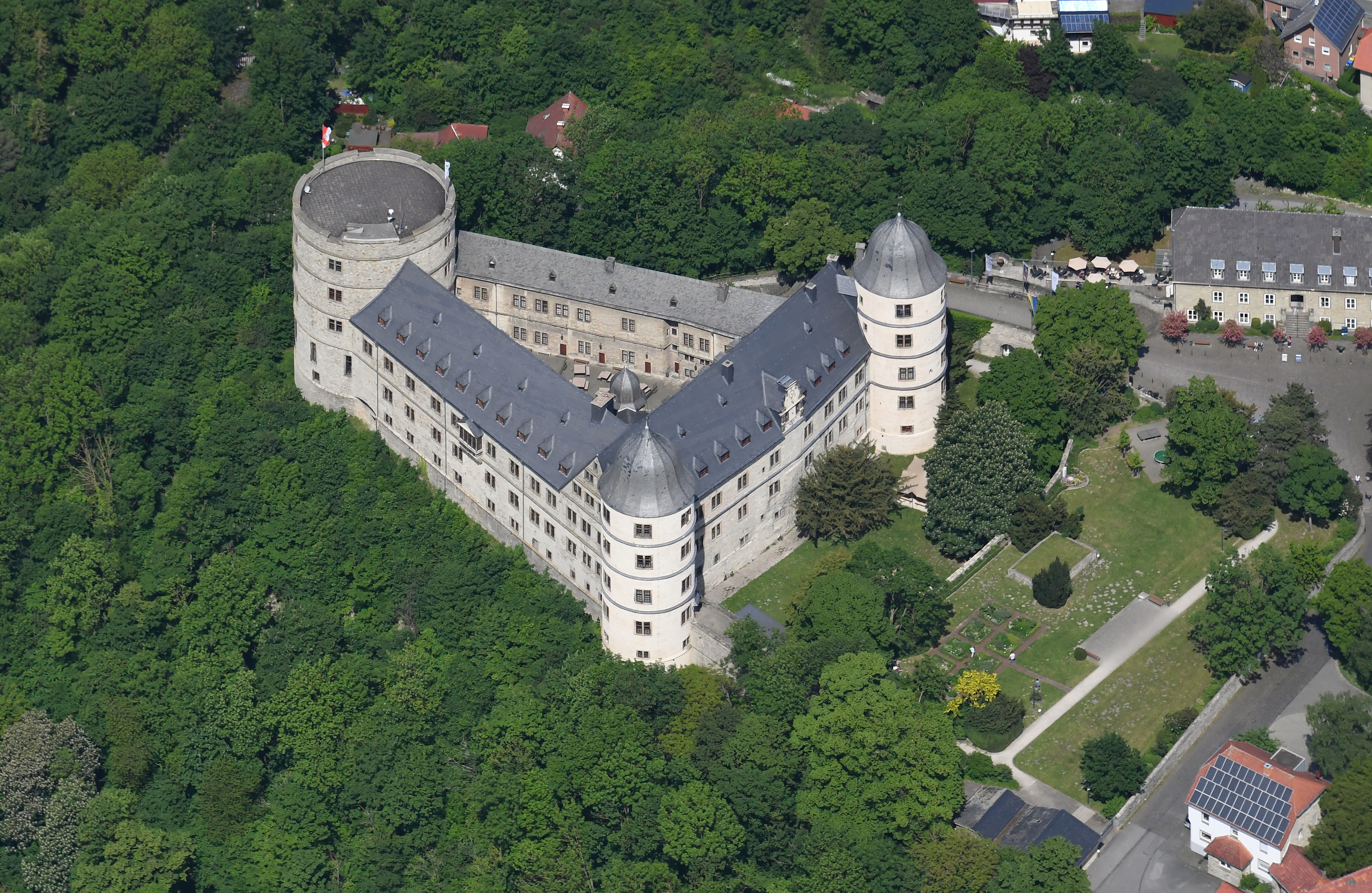
Vista aérea del Wewelsburg

De 1301 a 1588 los príncipes-obispos de Paderborn cedieron el castillo a diversos señores feudales vasallos. Los cimientos de las dos construcciones predecesoras fueron integradas en lo que ahora es el edificio renacentista triangular, que fue construido de 1603 a 1609.
El castillo fue destruido varias veces durante su historia. En 1646, durante la guerra de los Treinta Años, tropas suecas bajo el mando del general Carl Gustaf Wrangel lo destruyeron. A partir de 1654, fue reconstruido por el príncipe-obispo Theodor Adolf von der Recke y su sucesor Ferdinand von Fürstenberg, sufriendo algunos cambios arquitectónicos con los que el castillo recibió cúpulas barrocas para sus tres torres.
De 1589 a 1821 fue residencia de un agente financiero, aunque también acogió dos juicios por brujería en 1631 (una antigua cámara de la Inquisición se encuentra en los sótanos cercanos a la torre este). La leyenda indica que el lugar fue prisión para miles de mujeres acusadas de brujería durante el siglo XVII, mujeres que fueron torturadas y ejecutadas dentro de sus muros. Durante la guerra de los Siete Años (1756-1763) puede que los sótanos fueran usados como prisión militar. Hasta 1802, en que el Estado prusiano lo adquirió, existieron celdas en una mazmorra de los sótanos de la torre oeste.

### Dominio de Prusia
En 1802 pasó a ser propiedad del reino de Prusia por un proceso de desamortización. El 11 de enero de 1815, la torre norte fue destruida por un incendio provocado por un rayo, sobreviviendo solo los muros exteriores. De 1832 a 1934, la parte este del ala sur del edificio se convirtió en casa rectoral.

### Propiedad del distrito de Büren
En 1924 el lugar pasó a propiedad del distrito de Büren y se transformó en un centro cultural: para 1925, se había convertido en un museo, un salón de banquetes, un restaurante y un albergue juvenil. A finales de los años 1920, la torre norte mostraba signos de debilidad estructural y en el invierno de 1932/33 tuvieron que instalarse tirantes. La conservación del castillo fue impulsada por el Club para la preservación del Wewelsburg (Verein zur Erhaltung der Wewelsburg) aunque a partir de 1925 las tareas de renovación decrecieron en ritmo.

## 1934-1945: las SS
En 1934 Heinrich Himmler firmó un arrendamiento por 100 años con el distrito de Paderborn. Tenía la intención de rehabilitar y remodelar el castillo para convertirlo en escuela para los líderes de las SS. No se sabe quién le llamó la atención a Himmler acerca de él, aunque se especula que pudo ser Karl Maria Wiligut. Puede que Wiligut se inspirara en la vieja leyenda de la «Batalla del abedul» (Schlacht am Birkenbaum). La saga habla de una última batalla en el futuro en el que un «gran ejército del Este» es derrotado definitivamente por el Oeste. Wiligut hizo al parecer una predicción a Himmler, en la cual el castillo se convertiría en el bastión que decidiría esa batalla. Himmler lo creyó lógico, dado que esperaba un gran conflicto entre Asia y Europa.
La escuela nunca llegó a inaugurarse, y en su lugar se convirtió en un centro arqueológico para la investigación sobre la raza aria, que abarcaba las siguientes actividades:
- prehistoria,
- historia medieval y folklore,
- creación de una biblioteca de las SS,
- fortalecimiento de la visión nacionalsocialista del mundo en el pueblo de Wewelsburg.

En 1936 Himmler reflexionó sobre la idea de ampliar el castillo para convertirlo en un centro ideológico modelo de las SS. Para financiar el proyecto, Himmler fundó ese mismo año la Gesellschaft zur Förderung und Pflege deutscher Kulturdenkmäler e.V. (Asociación para el fomento y mantenimiento de los monumentos culturales alemanes, asociación registrada) y asignó a la asociación como promotora de la construcción. Al contrario que las SS, la asociación podía recibir donaciones y préstamos. Hasta 1943, el proyecto costó 15 millones de Reichsmark.
El 6 de noviembre de 1935 Himmler prohibió las visitas. En 1939, Himmler prohibió cualquier publicación acerca del lugar.

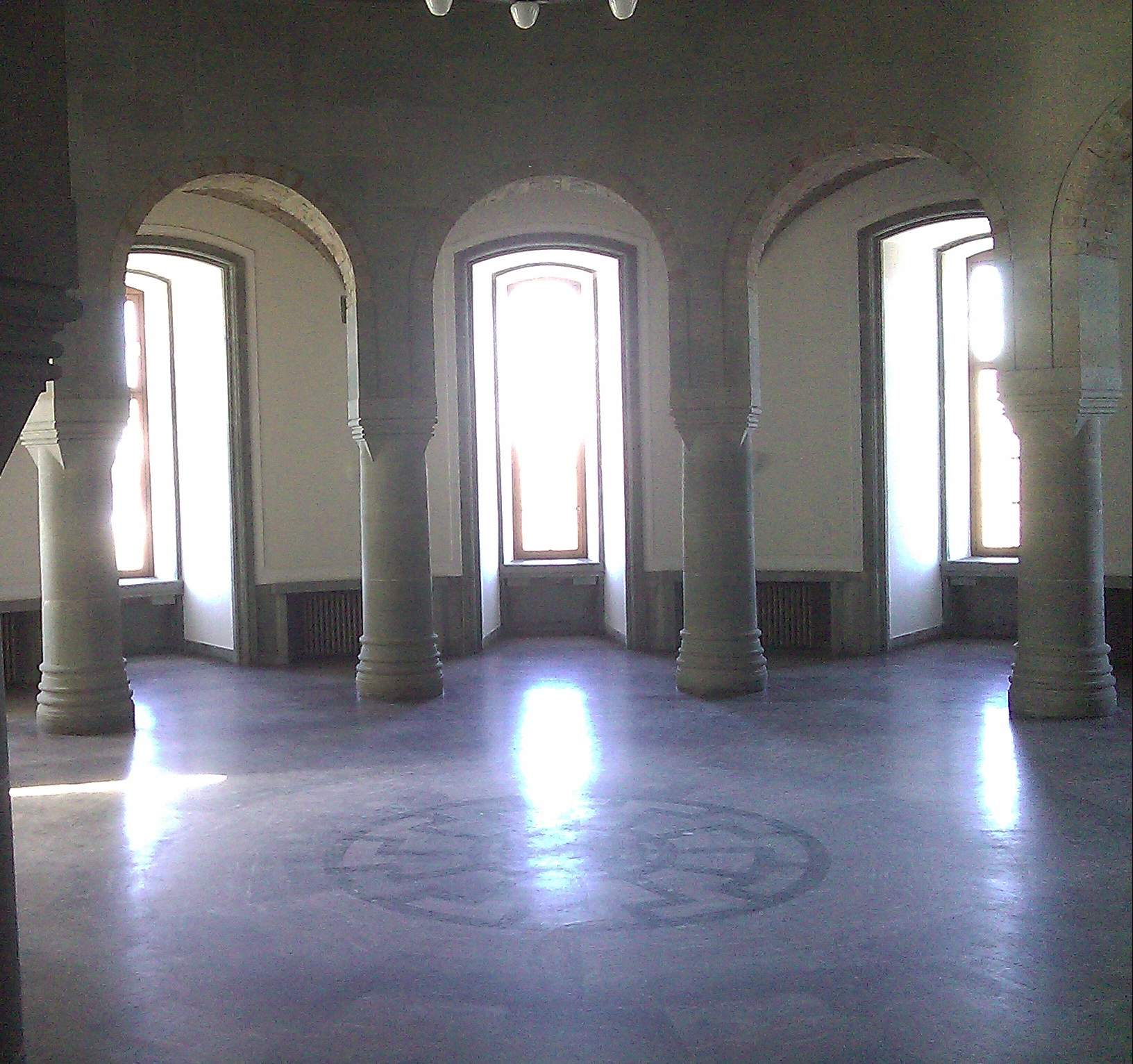
Obergruppenführersaal

Entre 1939 y 1943 los prisioneros de los campos de concentración de Sachsenhausen y Niederhagen realizaron trabajos de rehabilitación bajo la dirección del arquitecto Hermann Bartels. Según los planes de Himmler, el castillo debía ser el «centro del nuevo mundo» (Zentrum der neuen Welt) después de la victoria final. Concretamente, la torre norte se iba a convertir en ese centro y se construyeron dos habitaciones:
- La Obergruppenführersaal o Sala de los Generales tenía en el suelo de mármol un mosaico en el que se representaba un sol cuyos doce rayos estaban compuestos por runas SS invertidas (conocido hoy como Sol negro). En el extremo de cada rayo había un nicho. Se supone que iba a ser una sala de reunión para los líderes de las SS (fotografías de la sala: 1, 2).[15]
- La cripta. Imitaba una tumba micénica de cúpula y se supone que serviría para conmemorar a los muertos. En el centro de la sala se planeó una llama eterna alimentada mediante una tubería de gas y a su alrededor doce pedestales cuyo significado se desconoce. Sobre los pedestales había doce nichos[16] y en el techo de la cámara se situaba una esvástica. La cámara tenía una acústica e iluminación especiales (fotografías de la cripta: 1, 2).

Las ceremonias de investidura estaban planeadas en el recinto del castillo, así como las reuniones de los líderes de las SS, también conocidas como conferencias de primavera, estación en la que fueron planificadas a partir de 1939. Probablemente varias tuvieran lugar, pero la única documentada es la reunión de Gruppenführer (generales) que se celebró del 12 al 15 de junio de 1941, una semana antes del inicio de la Operación Barbarroja. Los oficiales SS de más alta graduación, que planearon las operaciones del cuerpo paramilitar en la invasión, y los que iban a tener un papel relevante en ella fueron llamados por Himmler. No se tomaron decisiones concretas, sino que el propósito de la reunión era la preparación ideológica de los SS para la campaña.
Otras fuentes mencionan tres o cuatro ceremonias en un año en que los líderes de las SS se encontraban en el lugar.
En 1938, Himmler ordenó el regreso de todos los anillos de la calavera (en alemán, Totenkopfringe) de los SS muertos. Estos serían guardados en un cofre en el castillo para simbolizar la eterna membresía de los caídos de las SS. La localización de los aproximadamente 11.500 anillos tras la Segunda Guerra Mundial es incierta, pero se ha sugerido que fueron sepultados en una montaña de la zona, sellando la entrada a una cueva.
Según el historiador José Luis Cardero López, el edificio fue también un centro espiritual en torno a las leyendas griálicas, la esvástica y el sol negro. Himmler no lo consideró simplemente como un centro espiritual nazi, sino como el centro espiritual del mundo.
Hacia el final de la guerra, Himmler ordenó que el castillo de Wewelsburg se convirtiera en Reichshaus der SS-Gruppenführer (Casa del Reich para los generales de las SS). Pero en 1943 las obras fueron detenidas al ser declaradas como «no vitales para la guerra».

## Postguerra
Actualmente existe en el castillo de Wewelsburg un museo sobre el uso que se dio al mismo durante el nazismo, así como un albergue juvenil.